# Hořec chladnomilný
Hořec chladnomilný (Gentiana frigida) je jedním z vysokohorských druhů hořců. Roste ve východních Alpách, Karpatech a na Balkáně. Vyskytuje se v alpínském pásmu těchto hor, rozkvétá od července do září. Tento hořec patří k asi 30 druhům hořců sekce Frigida, které se vyskytují ve vysokých horách Evropy, Asie a Severní Ameriky. Na Slovensku roste pouze v alpínském a niválním stupni Tater.

## Popis
5–15 cm vysoká rostlina s jednoduchou lodyhou s jediným, mohutným květem. Květy jsou zbarveny bledě žlutozeleně, s širokými, bledě modrými proužky. Na okraji jsou modře tečkované.

## Ekologie
Roste ve skalních štěrbinách a na kamenitých holích nebo usedlých sutích na nevápencové půdě ve vysokohorském stupni Tater ve výškách nad 2000 m n. m.

## Galerie

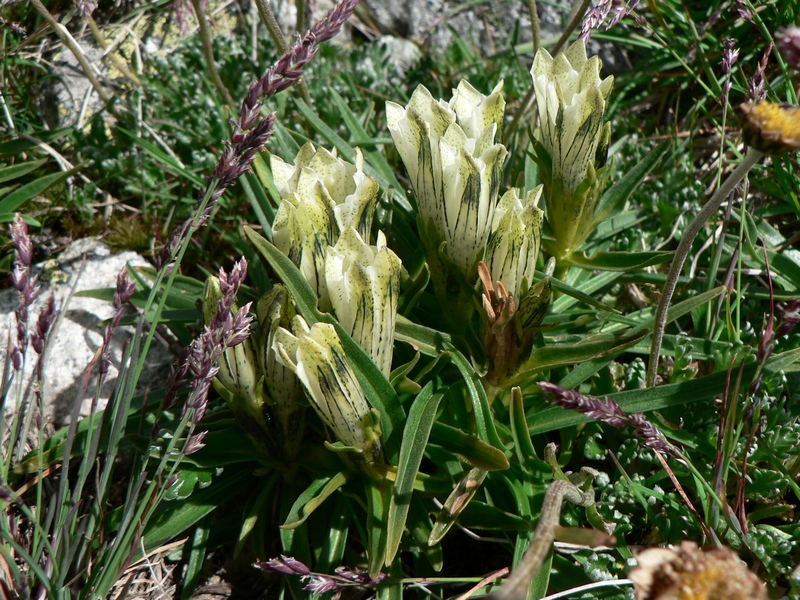
Hořec chladnomilný pod vrcholem Rysů (Vysoké Tatry)
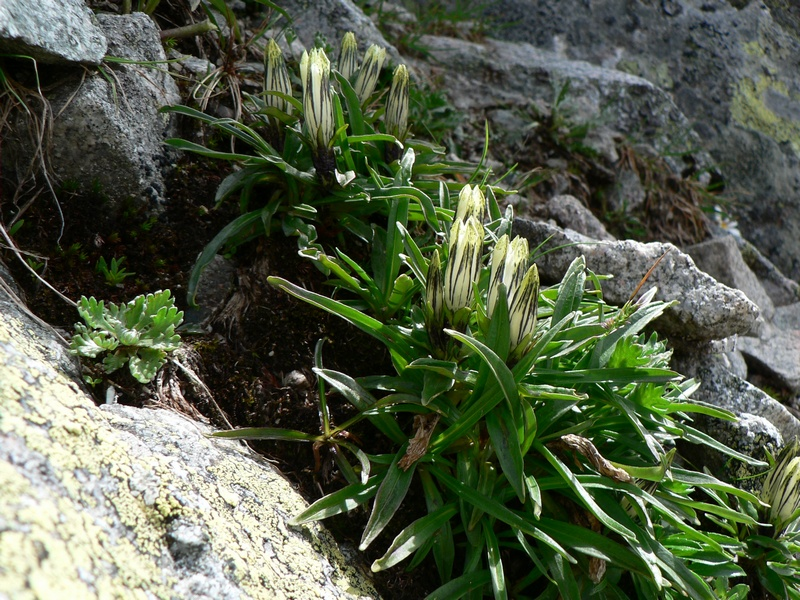
Hořec chladnomilný v horní Javorové dolině (Vysoké Tatry)
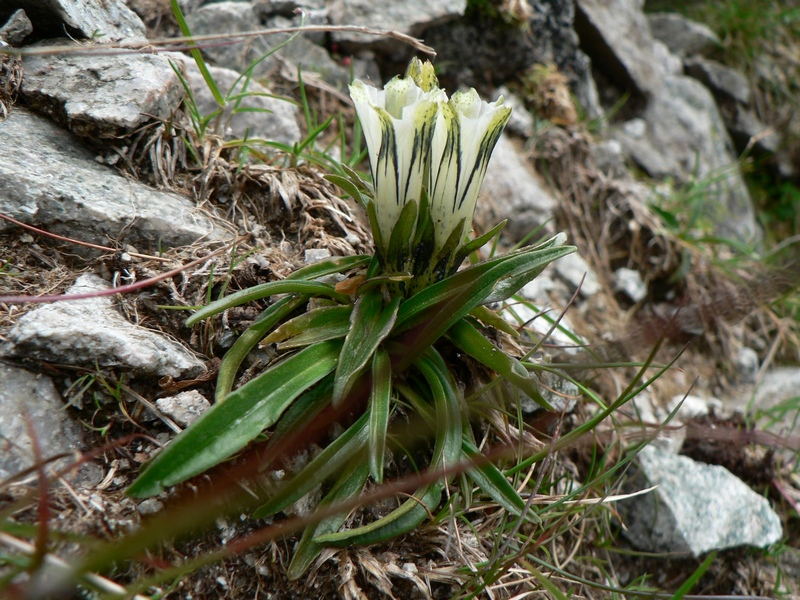
Hořec chladnomilný v horní Javorové dolině (Vysoké Tatry)